# Wohnsiedlung Tiefenbrunnen
Die Wohnsiedlung Tiefenbrunnen ist eine kommunale Wohnsiedlung der Stadt Zürich, die nördlich der Sihlfeldstrasse im Mühlebach-Quartier im Kreis 8 (Riesbach) liegt. Die Siedlung konnte 1991 bezogen werden.

## Geschichte
Die Siedlung liegt auf dem Gelände des ehemaligen Tramdepots Tiefenbrunnen, das von der Städtischen Strassenbahn Zürich (StStZ) ab 1900 betrieben wurde und bis im August 1975 auch die Funktion der Hauptwerkstätte innehatte, bevor die Anlage an der Luggwegstrasse in Altstetten in Betrieb ging. Ab 1977 wurde die Anlage für die Museums-Strassenbahnen und als Theaterbühne genutzt, bis die Gebäude im August 1989 abgebrochen wurden, um der Wohnsiedlung Platz zu machen.

## Bauwerk
Die Überbauung liegt an der Seefeldstrasse bei der Tramhaltestelle «Wildbachstrasse». Die 13 Mehrfamilienhäuser mit Flachdach bilden eine geschlossene Blockrandbebauung. In ihr sind 102 Wohnungen verschiedener Grössen untergebracht. Ein grosser Anteil machen 4 1⁄2-Zimmer-Maisonette-Wohnungen mit einer Wohnfläche von 98 bis 167 m2 aus.